# La Revanche de l'épouvanteur
La Revanche de l'épouvanteur (titre original : The Spook's Revenge) est le treizième tome de la série L'Épouvanteur signée Joseph Delaney. Paru en 2013, il est précédé par Alice et l'Épouvanteur et est le dernier de la série. Thomas Ward l'épouvanteur, premier volume de la série The Starblade Chronicles, est présentée dans sa traduction française comme le quatorzième volume de la série L'Épouvanteur.

## Résumé
Tandis que l'Epouvanteur devient de plus en plus faible et qu'Halloween approche à grands pas, Tom hésite à réaliser l'horrible rituel qui pourrait détruire le Malin à jamais. Alice, elle, devient une sorcière maléfique et tombe sous la coupe d'un mage noir extrêmement puissant. Tom ne peut se résoudre à abandonner celle qu'il aime secrètement et tente en vain de la ramener dans la lumière. La tête du Malin est dérobée et ses serviteurs vont tenter de la rassembler avec son corps. La bataille finale va bientôt commencer dans les collines et nos héros aidés de certains clans de Pendle vont tout faire pour empêcher cela. En vain. L'Epouvanteur meurt en laissant sa maison de Chippenden et ses possessions à Tom, nouvel Epouvanteur du Comté. Ce dernier, armé des lames des Héros va pourfendre le Malin, malgré les avertissements de celui ci : sa mort provoquera l'apparition d'une entité encore plus puissante et plus terrifiante que lui dont le but n'est pas de régner sur le monde mais de le détruire. Alors qu'il prononce ses mots, des skelts viennent déchiqueter son corps, et l’emmènent ainsi dans les profondeurs des eaux avoisinantes d'où la créature du terrible présage du Malin s'extirpera un jour...